# Queso helado
El queso helado, es un postre típico de la gastronomía de la ciudad peruana de Arequipa.
Desde 2012, la Municipalidad Provincial de Arequipa organiza cada cuarto domingo de enero en la Plaza de Armas de Arequipa el Día del queso helado arequipeño.

## Descripción
El queso helado, es un dulce lácteo helado que, a pesar de denominarse de tal manera, no lleva queso entre sus ingredientes principales. Su textura es cremosa y generalmente se prepara de forma artesanal, combinándolo con diversos sabores, aunque ya existen empresas dedicadas a la elaboración de este postre en forma industrializada.

## Origen
Por sus ingredientes lácteos es un postre que tiene su origen con la conquista española del Perú, cuando los europeos introdujeron el ganado vacuno en los Andes. Su mayor auge sucedió durante el siglo XVIII cuando la ganadería se expandió a las regiones arequipeñas de Chuquibamba, Viraco y Pampacolca, de alta producción lechera. También está vinculado con las zonas ganaderas cercanas al nevado Coropuna.
Uno de los primeros lugares donde se preparó el queso helado fue el Convento arequipeño de Santa Catalina como forma de sustitución del helado.

## Preparación

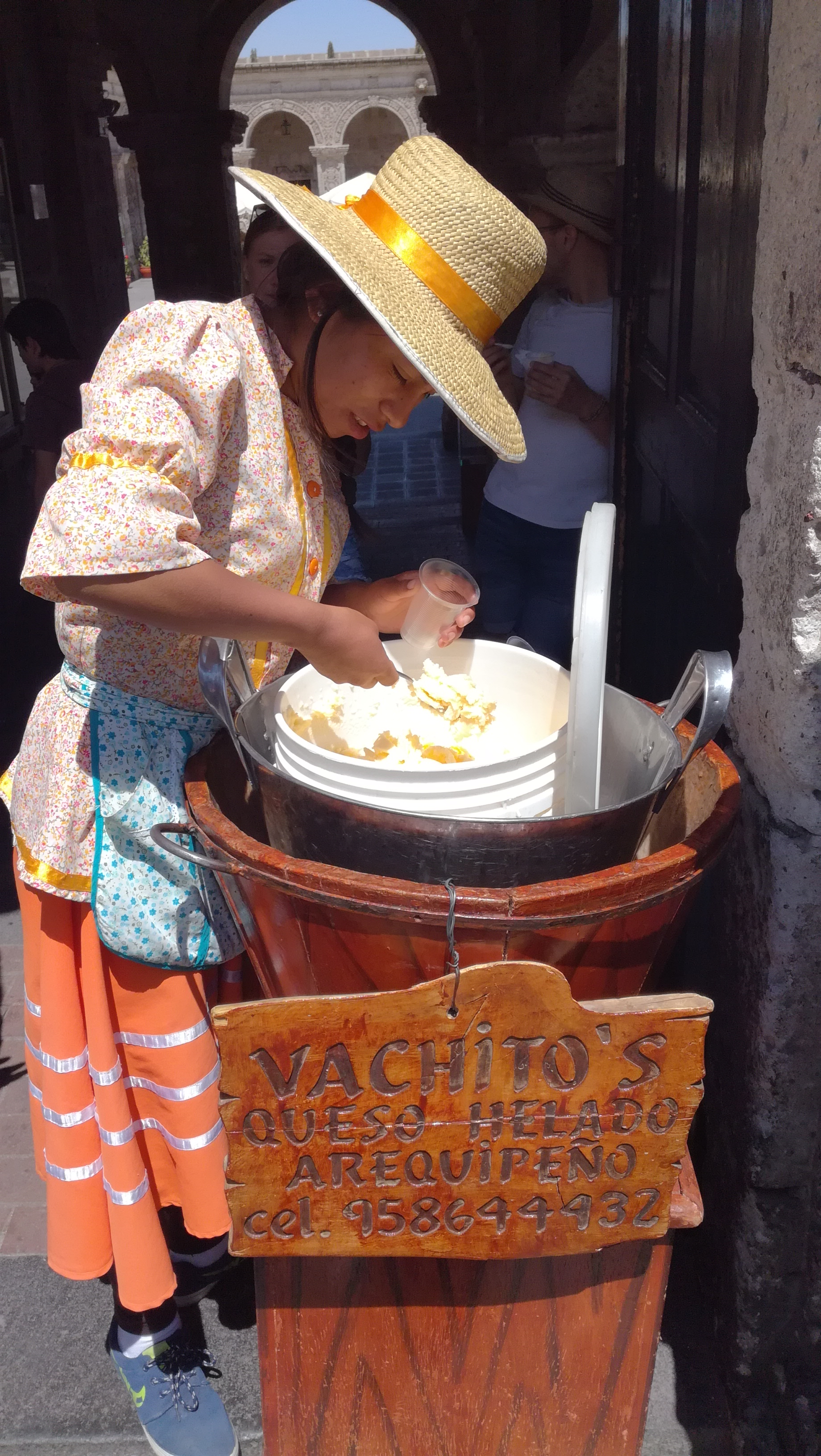
Vendedora de queso helado

Para preparar de forma tradicional el queso helado se utiliza un amplio recipiente de madera con hielo y sal donde se coloca otro, de forma cónica y acero inoxidable, de menor dimensión donde se bate con una cuchara de madera dando vueltas al recipiente metálico la mezcla, previamente hervida, de leche fresca con leche condensada, chuño en polvo (que actúa como espesante) y canela hasta alcanzar, mediante congelación, unas capas de leche cuajada que se desprenden en forma de capas, similar a lascas de queso (de donde proviene el nombre). Adicionalmente se suele agregar a la mezcla coco rallado y especias, como la vainilla, en el momento de la cocción. Se sirve añadiendo canela en polvo para decorar.